# B-Park
 (janvier 2022).
Si vous disposez d'ouvrages ou d'articles de référence ou si vous connaissez des sites web de qualité traitant du thème abordé ici, merci de compléter l'article en donnant les références utiles à sa vérifiabilité et en les liant à la section « Notes et références ».
Le B-Park est un centre commercial situé dans la ville belge de Bruges, au nord du parc d'affaires de la Blauwe Toren dans le quartier de Saint-Pierre-sur-la-Digue. Inauguré le 22 octobre 2008, il comprend aujourd'hui, en mai 2014, 16 enseignes sur une superficie de 42 000 m2.
Son parc de stationnement peut accueillir environ 2000 voitures et il y a également un stationnement à vélos couvert pour 400 vélos.

## Historique
Le retail park a été développé par Codic.
En août 2007, la construction du centre commercial « B-Park » a débuté, l'ouverture du centre commercial au public a ensuite eu lieu le mercredi 22 octobre 2008.

## Commerces
Le centre commercial du B-Park abrite le plus grand hypermarché de la Région flamande, il s'agit d'un Carrefour Planet à 14 000 m2, les autres magasins les plus grands sont Decathlon (4 600 m2), Krëfel (3 000 m2), DreamLand (3 000 m2) et Leen Bakker (2 000 m2). 
Les autres enseignes présentes sont Auto 5, AVA, Baby 2000, Biosleepworld, Èggo, Jakobsen Wonen, Kwantum, Lunch Garden, Maisons du Monde, Sports Direct et encore Tegelpaleis.